# Berberis albicans
Berberis albicans là một loài thực vật có hoa trong họ Hoàng mộc. Loài này được Zamudio & Marroq. mô tả khoa học đầu tiên năm 1987.